# Marquesado de Moyá de la Torre
El marquesado de Moyá de la Torre es un título nobiliario español creado el 11 de febrero de 1703  por el rey Felipe V a favor de Ramón Dalmau de Copons y de Grimau.

## Marqueses de Moyá de la Torre
|                                 | Titular                                  | Periodo               |
| Creación por Felipe V           | Creación por Felipe V                    | Creación por Felipe V |
| ------------------------------- | ---------------------------------------- | --------------------- |
| I                               | Ramón Dalmau de Copons y de Grimau       | 1703-1723             |
| II                              | Agustín de Copons y Copons de Berardo    | 1723-1737             |
| III                             | Gaietá de Copons y Oms Santa Pau         | 1737-1753             |
| IV                              | José de Copons y Oms                     | 1753- ?               |
| V                               | María Josefa de Copons y Cartellá        | ¿?-1790               |
| VI                              | María de Sarriera y Copons               | 1790-1850             |
| Rehabilitación por Alfonso XIII |                                          |                       |
| VII                             | María del Pilar de Ponsich y de Sarriera | 1924-1952             |
| VIII                            | Gabriel de Olives y de Ponsich           | 1954                  |
| IX                              | José María de Olives y de Ponsich        | 1955-1995             |
| X                               | Mercedes de Fontcuberta y Samá           | 1999-2021             |
| XI                              | José Luis Pérez de Fontcuberta           | 2023-actual titular   |

## Historia de los marqueses de Moyá de la Torre
- Ramón Dalmau de Copons y de Grimau, I marqués de Moyá de la Torre. Le sucedió su hijo:

- Agustín de Copons y Copons de Berardo, II marqués de Moyá de la Torre y gentilhombre de cámara del rey.[2] Le sucedió su hijo:

- Gaietá de Copons y Oms Santa Pau, III marqués de Moyá de la Torre. Le sucedió su hermano:

- José de Copons y Oms, IV marqués de Moyá de la Torre. Le sucedió su hija:

- María Josefa de Copons y Cartellá, V marquesa de Moyá de la Torre. Le sucedió su hija:

- María de Sarriera y de Copons, VI marquesa de Moyá de la Torre.

Rehabilitado en 1924 por
- María del Pilar de Ponsich y de Sarriera (Barcelona, 9 de septiembre de 1887-6 de diciembre de 1952), VII marquesa de Moyá de la Torre,[3] hija de José María de Ponsich y Castells y María del Milagro de Sarriera y de Milans.[3]

Casó el 29 de mayo de 1909, en Barcelona, con Bernardo Ignacio de Olives y Olives (Ciudadela 8 de febrero de 1881-Barcelona, 30 de marzo de 1966), V conde de Torre Saura. Le sucedió, en 1954, su hijo:
- Gabriel de Olives y de Ponsich (m. 21 de noviembre de 1954), VIII marqués de Moyá de la Torre[4] y VI conde de Torre Saura. Soltero, sin descendientes, le sucedió, en 1956, su hermano:

- José María de Olives y de Ponsich (Barcelona, 7 de junio de 1914-Barcelona, 17 de enero de 1995), IX marqués de Moyá de la Torre, VII conde de Torre Saura, caballero de la Real Maestranza de Caballería de Valencia  y caballero de honor y devoción de la Orden de Malta.[3]

- María de las Mercedes de Foncuberta y Samá (1936-Barcelona, 1 de octubre de 2021[5]), X marquesa de Moyá de la Torre.[6]

Casó con José Ramón Pérez Domingo (m. 14 de agosto de 2022). Sucedió su hijo:
- José Luis Pérez de Fontcuberta, XI marqués de Moyá de la Torre.[7]